# Papyrus Westcar

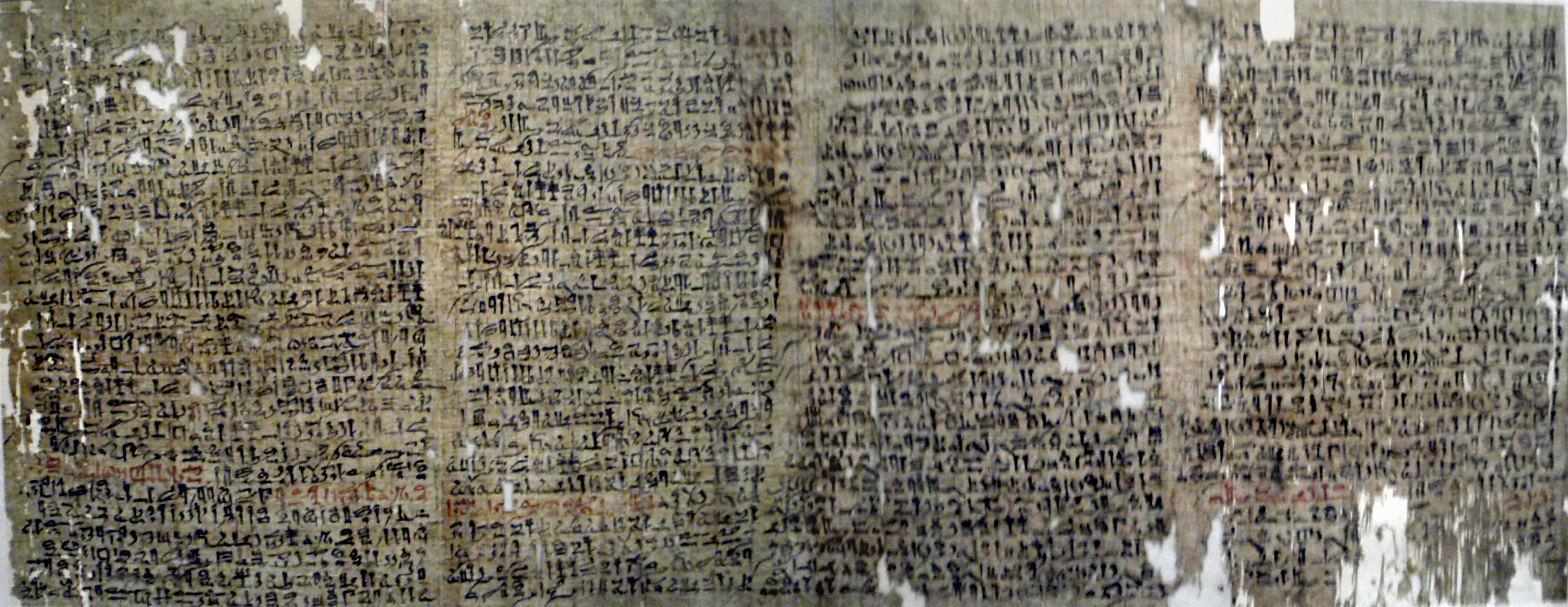
Der Papyrus Westcar (Neues Museum, Berlin)

Als Papyrus Westcar oder Westcar-Papyrus wird eine 1823/1824 von Henry Westcar erworbene ägyptische Papyrusrolle bezeichnet. Es ist das bislang älteste erhaltene Dokument, in dem von Zauberern berichtet wird. Die Papyrusrolle befindet sich seit 1886 unter der Bezeichnung Papyrus Berlin P 3033 in der Papyrussammlung des Ägyptischen Museums Berlin und wird meist in das späte Mittlere Reich (ca. 1837–1760 v. Chr.) oder in die 13. Dynastie (ca. 1759–1630 v. Chr.) datiert.
Der Text des Schriftstücks umfasst insgesamt fünf Erzählungen, von denen die erste nur noch in ihrem Abschluss erhalten ist und die fünfte möglicherweise unvollendet blieb. Die Texte beziehen sich auf den ägyptischen Herrscher Cheops (4. Dynastie, Altes Reich), der sich von seinen Söhnen Berichte über Wunder erzählen lässt, die unter seinen Vorgängern geschehen sein sollen, bis er selbst Zeuge eines Wunders wird.
Der Westcar-Papyrus ist bis heute Gegenstand intensiver ägyptologischer Forschung und voneinander abweichender Deutungen, da die im Text behandelten Fabeln Anspielungen auf die Persönlichkeit der ägyptischen Könige Cheops, Snofru und Nebka enthalten. Sie präsentieren daneben eine interessante Chronologie hinsichtlich der Herrscherfolge des Alten Reiches und gewähren Einblicke in sozial-kulturelle Strukturen, beispielsweise in das altägyptische Gerichtswesen.

## Entdeckungsgeschichte

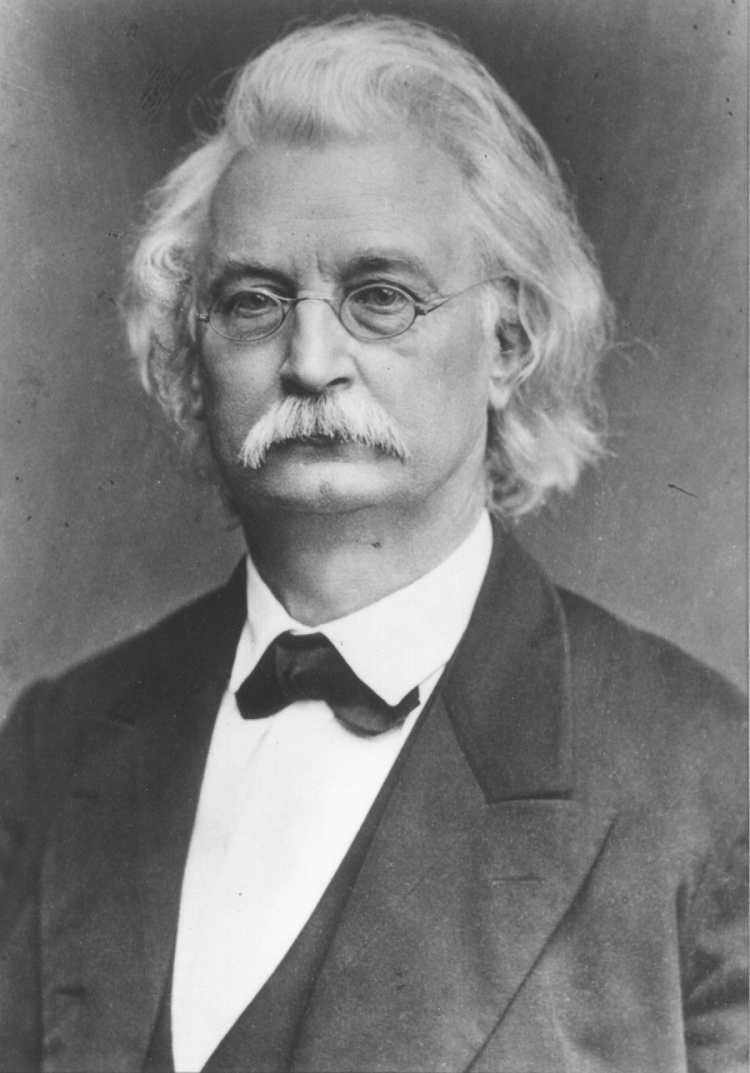
Karl Richard Lepsius (1810–1884)

Henry Westcar erwarb den Papyrus auf seiner Ägyptenreise 1823/1824. Die genauen Fundumstände sind Westcars Tagebuch nicht zu entnehmen, weil er nicht jedes Detail der Kaufabwicklungen vermerkt hat. Da aber alle seine Ankäufe aus Gräbern stammen, geht man mitunter davon aus, dass auch dieser Papyrus aus einem Grab stammt. Verena Lepper kommt in der neuesten Bearbeitung des Papyrus zu dem Schluss, dass der Papyrus Westcar möglicherweise in el-Qurna gekauft wurde oder sogar aus einem dortigen Grab stamme. Sie betont jedoch, dass die Ursprungsbestimmungen in diesem besonderen Fall mit Vorsicht zu betrachten sind.
1838/39 erhielt Karl Richard Lepsius den Papyrus nach eigener Aussage als Geschenk von Mary Westcar, einer Nichte Henry Westcars. Da Lepsius erste Zeichen Hieratisch lesen und zumindest die Kartuschennamen (Thronname und Eigenname) ägyptischer Könige im Text identifizieren konnte, datierte er das Schriftstück ins Alte Reich. Allerdings gibt es Unstimmigkeiten bei den überlieferten Daten über den weiteren Verbleib des Papyrus: Lepsius gibt an, der Papyrus sei in der Oxford Bodleian Library ausgestellt worden. Jedoch sind Ausstellungen dort erst ab 1860 belegt, ohne dass Lepsius dabei in Erscheinung tritt. Lepsius bewahrte den Papyrus auf seinem Dachboden auf, wo er erst nach seinem Tod 1884 wiedergefunden wurde. Die zahlreichen Ungereimtheiten und Widersprüche in Lepsius Aussagen führten im Laufe der Forschung zu Spekulationen, wonach Lepsius den Papyrus gar gestohlen haben könnte. 1886 erwarb der Ägyptologe Adolf Erman den Papyrus von Lepsius’ Sohn und übergab das wertvolle Schriftstück dem Berliner Museum. Da die Hieratische Schrift bis zu diesem Zeitpunkt noch immer kaum erforscht war, wurde der Papyrus als Kuriosum ausgestellt.
Seit der Erstveröffentlichung 1890 durch Erman wurde der Text wiederholt mit unterschiedlichen Ergebnissen übersetzt. Auch die Datierung schwankte mehrfach zwischen der 5. Dynastie und der Zweiten Zwischenzeit. Häufig gilt er als Literaturstück aus der Zeit des späten Mittleren Reiches, die jüngste Bearbeitung durch Verena Lepper datiert ihn nach umfangreichen Untersuchungen in die frühe 13. Dynastie. Dabei orientiert sie sich an bestimmten Ausdrucksweisen und Stilnoten, die im Text des Westcar-Papyrus zutage treten und typisch für diese Epoche waren.

## Beschreibung
Der Westcar-Papyrus besteht heute aus drei Teilen. Zur Zeit von Lepsius und Erman bestand er noch aus zwei Hälften. Der erste Teil enthält auf seinem Recto (Vorderseite) die Kolumnen eins bis drei, der zweite Teil auf seinem Recto die Kolumnen vier und fünf und der dritte Teil enthält rückseitig die Kolumnen sechs bis neun. Auf der Vorderseite des dritten Teils befinden sich die Kolumnen zehn bis zwölf. Wann und warum der Papyrus in drei Teile geteilt wurde, ist unbekannt. Der Papyrus ist dünnfaserig, von grau-hellbrauner Farbe und von seiner Beschaffenheit her sehr zerbrechlich. Der erste Teil wurde auf Leinen aufgezogen und zwischen zwei Glasscheiben geklemmt, an fünf Stellen wurde der Papyrus mit Methylzellulose festgeklebt. Der zweite Teil liegt heute auf einem Karton und einer Holzplatte und wurde mit einer Glasscheibe abgedeckt. Der dritte Teil schließlich ist ebenfalls zwischen zwei Glasplatten geklemmt worden, allerdings wurde hier der komplette Papyrus an der hinteren Scheibe festgeklebt. Das hierfür verwendete Bindemittel hat seine Durchsichtigkeit größtenteils eingebüßt, sodass ein weißer Schleier entstand. Bei allen Teilen wurden die Ecken offengelassen, um eine Durchlüftung zu gewährleisten. Durch die bereits im 19. Jahrhundert vorgenommene Papierkaschierung ist der Papyrus verzerrt, gerissen und gequetscht. Einige der Fasern kleben mitten über der Schrift. Das Artefakt weist zahlreiche Löcher und Brüche auf, der Rand des Papyrus ist stark ausgefranst. Durch die Kaschierungsarbeiten sind Teile der Schrift verloren gegangen. Alle drei Teile haben zudem Lacküberzüge erfahren.
Die Schriftrolle bestand ursprünglich aus fünf zusammengeklebten Einzelblättern von unterschiedlicher Größe und Breite, von denen heute nur noch drei erhalten sind. Sie haben folgende Restmaße:
- Blatt 3: 16–19 cm lang
- Blatt 4: 17–18 cm lang und 15–20 cm breit
- Blatt 5: 21 cm lang und 18 cm breit

Die verlorenen zwei Anfangsblätter hatten folgende, geschätzte Maße:
- Blatt 1: 13–16 cm lang
- Blatt 2: 17–18 cm lang

Bei Papyrus Westcar handelt es sich möglicherweise um ein Palimpsest, da beinahe alle Kolumnen zusätzliche rote Schreibspuren aufweisen, die nicht auf ein Durchscheinen der wechselseitig aufgetragenen Tinte oder auf mögliche versehentliche Tintenkleckse zurückzuführen sind. Interessanterweise lassen die Reste den Schluss zu, dass der antike Schreiber versucht hatte, ebendiese in Rot gehaltenen Notizen wegzuwischen, was ihm letztendlich nicht vollständig gelang.
Für die neu aufgetragene Schrift wurden Rußtinte, eine Mischtinte sowie Eisengallustinte verwendet. Der Text des Westcar-Papyrus ist durch Rubra in zehn „Kapitel“ unterteilt und umfasst fünf erhaltene Erzählungen, die sich wie folgt über die Kolumnen verteilen:
- Geschichte 1: Kolumne 1, Zeile 12–Kolumne 1, Zeile 17, Vers 1 (Rest verloren)
- Geschichte 2: Kolumne 1, Zeile 17, Vers 2–Kolumne 4, Zeile 17, Vers 2 (teilweise beschädigt)
- Geschichte 3: Kolumne 4, Zeile 17, Vers 2–Kolumne 6, Zeile 22, Vers 1
- Geschichte 4: Kolumne 6, Zeile 22, Vers 2–Kolumne 9, Zeile 21, Vers 1
- Geschichte 5: Kolumne 9, Zeile 21, Vers 2–Kolumne 12, Zeile 26

Die neuesten Rekonstruktionen lassen den Schluss zu, dass der Papyrus Westcar tatsächlich nur die fünf Erzählungen umfasste. Die Paläographie des Textes sowie die Restmaße des erhaltenen Materials deuten darauf hin, dass die Handschrift des Papyrus Westcar in die Zweite Zwischenzeit datiert, da sie in ihrer Ausübung vergleichbaren Schriftwerken wie zum Beispiel dem Papyrus Ebers oder dem mathematischen Papyrus Rhind ähnelt. Die gleichmäßige Kalligraphie des Textes lässt auf einen hoch geschulten Schreiber als Verfasser schließen.

## Inhalt

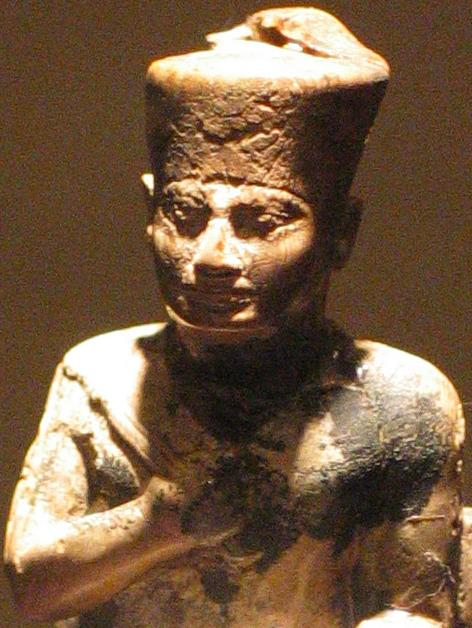
Porträt des Cheops auf einer Elfenbeinfigurine aus der 4. Dynastie (aus Abydos)

Die Rahmenhandlung spielt am Hof von König (Pharao) Cheops, der sich von seinen Söhnen verschiedene Wundergeschichten erzählen lässt. Hauptakteure sind zumeist Vorlesepriester, die am Schluss jeder Erzählung vom König mit einer Opferspende geehrt werden. Während des Vortrags der vierten Geschichte wird Cheops schließlich selbst Zeuge eines Wunders.

### Erste Geschichte
Von der ersten Erzählung sind aufgrund starker Schäden am Papyrus nur noch die letzten Zeilen erhalten. Diese deuten darauf hin, dass das Ereignis unter König Djoser stattfand, da Cheops für den obersten Vorlesepriester des Djoser eine Opferehrung veranlasste. Der Name des Vorlesepriesters ist nicht überliefert.

### Zweite Geschichte
In der zweiten Geschichte tritt Prinz Chephren vor seinen Vater und spricht: „Ich lasse Seine Majestät ein Wunder vernehmen, das zur Zeit Eures Ahnen, König Nebka, dem Gerechtfertigten, geschah, als jener zum Tempel des Ptah, des Herrn von Anch-taui, ging.“ Dann erzählt Chephren von einem Vorlesepriester namens Ubaoner und dessen untreuer Ehefrau. Diese betrügt Ubaoner mit einem Bürger aus Memphis und schickt diesem regelmäßig teure Kleidung und Geschenke. Als Ubaoner verreist, um König Nebka zu treffen, lädt die Frau ihren Liebhaber zu sich nach Hause ein und der Liebhaber spricht: „Es gibt doch einen Pavillon in Eurem See?“ Die Frau entgegnet: „Lass uns Zeit darin verbringen.“ Dann trägt sie dem Hausmeister auf: „Veranlasse, dass man den Pavillon ausrüstet, der im Garten-See ist. Siehe, ich bin gekommen, um in ihm zu sitzen“. Anschließend verbringen die Frau und der Bürger den ganzen Tag trinkend im Pavillon. Der Hausmeister und eine Dienerin des Liebhabers warten am Ufer des Sees auf die Rückkehr ihrer Meister. Der Hausmeister aber, der seinem Herrn treu ergeben ist, sagt zu sich selbst: „Das will ich Ubaoner berichten.“ Kaum ist Ubaoner heimgekehrt, unterrichtet der Hausmeister seinen Herrn von den Affairen. Der Hausmeister spricht: „Siehe, Deine Frau war es, die einen Tag verbracht hat in Deinem Pavillon. Sie war zusammen mit diesem einfachen Menschen, den Du kennst. Ehebruch war es, was er begangen hat, gleich zwei Mal, in Deinem Garten-See.“ Ubaoner sagt daraufhin zu seinem Diener: „Bring mir ein Paar von [...]!“. Dann fertigt er ein Wachskrokodil mit einer Länge von sieben Fingern (entspricht 12,95 cm) an, belegt die Figurine mit einem Zauber und beauftragt seinen Hausmeister, das Krokodil nach dem Bürger zu werfen, wenn dieser das nächste Mal zum Baden in den See hinabsteigt. Am nächsten Morgen verreist Ubaoner wieder und die Ehefrau sagt zum Hausmeister erneut: „Veranlasse, dass man den Pavillon ausrüstet, der im Garten-See ist. Siehe, ich bin gekommen, um in ihm zu sitzen“. Wieder verbringt sie den ganzen Tag mit dem Bürger im Pavillon. Gegen Abend steigt der Bürger in den See, um zu baden. Als der Hausmeister wie vereinbart dem Fremden das Wachskrokodil nachwirft und dieses ins Wasser fällt, verwandelt es sich in ein echtes Krokodil mit einer Länge von sieben Ellen (entspricht 3,64 Metern). Es verschlingt den Bürger und verschwindet für sieben Tage mit ihm in der Tiefe des Sees. Ubaoner aber geht zu seiner Majestät, Pharao Nebka. Als die Sieben-Tage-Frist verstrichen ist, kommt Ubaoner zusammen mit Pharao Nebka zum See, damit dieser Gericht halte. Ubaoner ruft das Krokodil zu sich, worauf Nebka ausruft: „Das ist doch gefährlich!“ Ubaoner befiehlt dem Krokodil, den Bürger wieder auszuspeien und fasst das Tier an, worauf es wieder zur Wachsfigurine wird. Dann berichtet Ubaoner, was der Bürger und seine Frau getan haben. Mit den Worten „Bringe hinfort, was Dein ist!“, befiehlt Nebka nun dem Krokodil, den Bürger endgültig zu verschlingen und im See zu verschwinden. Ubaoners untreue Frau aber wird zu einer Richtstätte nördlich der königlichen Residenz gebracht, verbrannt und ihre Überreste werden in den Nil geworfen.

### Dritte Geschichte

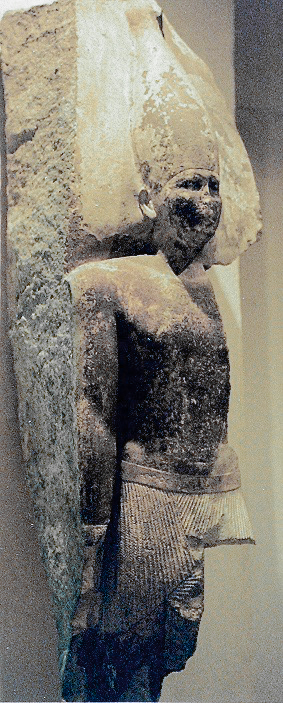
Kalksteinstatue des Snofru im Ägyptischen Museum Kairo

Die nächste Erzählung trägt Prinz Bauefre vor. Er tritt vor seinen Vater und spricht: „Ich möchte die Majestät von einem Wunder hören lassen, das zur Zeit Eures Vaters, Snofru des Gerechtfertigten, geschehen ist. Hell ist das Gestern, frisch ist die Erinnerung. Gelobt sei doch der Tag dieser Dinge, die nie zuvor gemacht wurden oder geschehen sind.“ Dann berichtet Bauefre, wie König Snofru gelangweilt und betrübt durch seinen Palast streift, auf der Suche nach Zerstreuung. Er kann jedoch nichts finden, das ihn ablenken würde. Da befiehlt Snofru schließlich: „Bringt den Obersten Vorlesepriester und Schreiber des Buches, Djadjaemanch, zu mir!“ Der König klagt dem Priester sein Leid: „Ich habe jede Kammer meines Palastes durchschritten, um für mich eine Erquickung zu suchen. Aber ich kann sie nicht finden.“ Djadjaemanch unterbreitet dem Herrscher folgenden Vorschlag: „Möge Deine Majestät sich zu den Ufern des heiligen Sees von Dahschur begeben, nachdem ein Boot mit den Schönsten aus dem Inneren Deines Palastes ausgestattet wurde. Das Herz Deiner Majestät wird sich erfreuen, wenn es sieht, wie sie eine Ruderfahrt hin und her auf dem See unternehmen. Du kannst dann die schönen Vogelsümpfe Deines Sees erkennen und seine vollkommenen Gestade und Ufer betrachten. Auch dies wird gewiss Dein Herz erfreuen.“ Snofru spricht daraufhin: „Ich werde wahrlich die für mich bestimmte Ruderfahrt machen. Veranlasse, dass man mir dies bringt: 20 Ruder aus Ebenholz, belegt mit Gold, die Griffe daran aus Hell-Holz, verziert mit Dja'am. Veranlasse, dass man mir 20 Frauen bringt, vollkommen in Bezug auf ihre Körper, mit Brüsten, die mit Haarlocken versehen sind und die noch nicht durch Geburt geöffnet wurden. Veranlasse, dass man mir 20 Netze bringt. Man gebe diese Netze den Frauen, nachdem diese ihre Kleidung abgelegt haben.“. Nachdem alles hergerichtet ist, wie Snofru es befohlen hatte, genießt er die Ruderpartie auf dem See. Da geschieht es, dass der Schlagdame ein Fischanhänger, gefertigt aus Malachit, ins Wasser fällt und sie sich vor Schreck weigert, weiter den Rudertakt vorzugeben. Sofort hören alle Frauen auf ihrer Seite der Barke auf zu rudern. Snofru fragt daraufhin: „Solltet ihr nicht rudern?“ Die Mädchen antworten: „Unsere Schlagdame schweigt, ohne zu rudern.“ Snofru fragt diese: „Dass Du nicht mehr weiterruderst, ist weswegen?“ Die Schlagdame entgegnet: „Mein Fischamulett aus frisch geschlagenem Malachit ist ins Wasser gefallen.“. Snofru schlägt vor, ihr den Fischanhänger zu ersetzen. Die Frau aber sagt: „Ich möchte mein Eigentum lieber als ein Duplikat.“ Snofru lässt daraufhin seinen Vorlesepriester Djadjaemanch kommen und spricht: „Siehe, mein Bruder, ich habe getan, wie du mir geraten hast, und das Herz Seiner Majestät war froh, als er sie rudern sah. Dann ist ein Fischanhänger der Schlagdame ins Wasser gefallen, da hat sie geschwiegen ohne zu rudern. So kam es, dass sie ihre ganze Reihe störte. Ich fragte ‚Warum ruderst du nicht?‘ Da hat sie geantwortet: ‚Dieser Fischanhänger aus frischem Malachit ist ins Wasser gefallen.‘ Ich sagte ihr: ‚Rudere! Ich bin einer, der es dir ersetzt!‘ Aber die Frau sagte, sie wolle ihr Eigentum lieber als ein Duplikat.“ Mit einem Zauberspruch schichtete Djadjaemanch daraufhin das Wasser der einen Hälfte des Sees auf die andere, so dass das Wasser auf der einen Seite des Sees doppelt so hoch steht (24 anstatt 12 Ellen) und die andere Hälfte des Sees trocken liegt. Die Barke des Pharao gleitet auf den trockenliegenden Seegrund und Djadjaemanch holt das auf einer Tonscherbe liegende Amulett, das er der erfreuten Ruderin zurückgibt. Djadjaemanch bringt das Wasser wieder in die Ausgangsposition zurück und die Ruderinnen setzen ihre Partie fort, was Snofru sehr erfreut. Snofru entlohnt Djadjaemanch großzügig und veranstaltet mit dem gesamten Hofstaat ein Fest.

### Vierte Geschichte
Prinz Djedefhor tritt nun vor seinen Vater und spricht: „Bisher haben wir weise Kunde erlangt nur aus den Dingen, welche die Dahingegangenen gewusst haben und wir können nicht Richtigkeit von Falschheit unterscheiden. Es gibt aber jemanden unter Deiner Majestät, den keiner kennt. Denn es ist nur ein Wissender, der es vermag, einen Unwissenden wissend zu machen.“ Cheops wird neugierig und fragt: „Was bedeutet das, Djedefhor, mein Sohn?“ Djedefhor antwortet: „Es gibt einen einfachen Menschen namens Dedi, er wohnt in Djed-Snofru. Ein einfacher Bürger von 110 Jahren, er verzehrt täglich 500 Brote, die Hälfte eines Rindes an Fleisch und er trinkt 100 Djes-Krüge voll Bier. Er soll einem Tier den Kopf abtrennen und anschließend wieder aufsetzen können, ohne dass es dabei sterbe. Auch kann er wilde Löwen so gehorsam machen, dass sie hinter ihm hergehen, während der Strick auf dem Boden schleift. Des Weiteren kennt er die Anzahl der Iput im Heiligtum des Thot.“ Cheops ist begeistert, denn er hatte viel Zeit damit verbracht, Näheres über das Wenet-Heiligtum des Thot zu erfahren, da er etwas Ähnliches für seine zukünftige Grabanlage errichten lassen wollte. Er spricht zu seinem Sohn: „Du selbst, Djedefhor, mein Sohn, sollst ihn zu mir bringen!“
Und so unternimmt Djedefhor seine Reise während des ersten Monats der Schemu-Jahreszeit und fährt nach Djed-Snofru. Er findet Dedi vor dessen Haus und lädt den alten Mann in den Palast des Königs ein mit den Worten: „Dein Zustand gleicht einem Menschen, der vom Altern lebt und jemanden, der bis zum Morgengrauen schläft, frei von Krankheiten und Keuchen. Denn 'Altern' ist die Zeit des Sterbens, die Zeit der Vorbereitung der Bestattung und die Zeit des Bestattetwerdens. Dies ist die Befragung über den Zustand eines edlen Mannes. Ich bin gekommen, um Dich zu meinem Vater zu bringen, dass Du von den Köstlichkeiten isst, die mein Vater gibt, das Essen seiner Gefolgsleute. Und dann möge er Dich zu den göttlichen Ahnen führen, die nun in der Nekropole sind.“ Dedi antwortet: „Willkommen, willkommen, Djedefhor, Sohn des Königs, geliebt von seinem Vater! Mögest du von deinem Vater, Cheops dem Gerechtfertigten, gelobt werden. Er lasse Deinen Platz an der Spitze aller Altehrwürdigen sein. Möge dein Ka erfolgreich siegen über jeden Feind. Möge dein Ba die Wege kennen, die zu den Toren des mumifizierten Verstorbenen führen. Dies ist das Befragen nach dem Befinden des Königssohns.“ Djedefhor bringt Dedi zum Hafen und macht ein Boot für die Reise fertig. Der alte Mann verspricht, Djedefhor zu folgen, allerdings unter der Bedingung, seine Bücher und Schüler mitnehmen zu dürfen. Djedefhor willigt ein und beide Männer reisen zum königlichen Palast von Cheops.
Im Palast angekommen, eilt Djedefhor sogleich zu Cheops und sagt: „Oh Herrscher, möge Er leben, heil und gesund sein, mein Herr! Ich habe Dedi hergebracht.“ Cheops entgegnet: „Geh und hol ihn mir!“ Der Herrscher begibt sich in die Empfangshalle und empfängt Dedi mit den Worten: „Wie kommt es, Dedi, dass ich Dich noch nie sehen konnte?“ Dedi antwortet darauf: „Nur einer, der gerufen wird, ist jemand, der kommen wird. Es wurde nach mir gerufen und siehe, nun bin ich gekommen.“ Cheops fragt schließlich: „Ist es wahr, was man mir sagte? Dass Du einen abgeschlagenen Kopf wieder anbringen kannst?“ Und Dedi entgegnet: „Ja, oh König, ich kann es, mein Herr.“ Der Herrscher sagt daraufhin: „Veranlasse, dass mir ein Gefangener gebracht wird, damit seine Hinrichtung vollzogen werde.“ Dedi lehnt empört ab: „Doch nicht zum Schaden an einem Menschen! Noch nie war es je erlaubt, etwas Derartiges zu tun am vornehmen Vieh!“ Stattdessen enthauptet er eine Gans und legt den Kopf an die östliche Seite, den Körper an die westliche Seite des Audienzsaals. Nun spricht Dedi einen Zauberspruch, woraufhin sich die beiden Körperteile aufeinanderzubewegen und miteinander verschmelzen, dann verlässt das Tier schnatternd den Saal. Dedi köpft danach einen Chet-Aa-Vogel und schließlich gar einen Stier und ruft beide auf gleiche Weise wieder ins Leben zurück.
Als Nächstes fragt Cheops Dedi: „Nun dies! Was hat es damit auf sich, dass Du die Anzahl der Iput kennst?“ Dedi antwortet: „Mögest du gelobt sein, oh Herrscher! Ich weiß deren Anzahl nicht. Aber ich weiß, wo sie zu finden ist.“ Cheops fragt: „Wo ist dies?“ Dedi sagt: „Es ist ein Kästchen aus Feuerstein voll von Schriftrollen, welches in einem Raum namens ‚Archiv‘ in Heliopolis aufbewahrt wird.“ Der König befiehlt: „Nimm diesen Kasten und bring ihn mir!“ Dedi antwortet: „Möge Deine Hoheit wohlhabend und gesegnet sein, ich bin nicht derjenige, der es Dir bringen kann.“ Cheops fragt: „Wer wird derjenige sein, der es mir bringen kann?“ Dedi entgegnet: „Der älteste der drei Kinder im Leibe der Rededjet, er wird es Dir bringen.“ Der König sagt: „Ich wünsche all diese Dinge, die Du sagst. Wer ist es, diese Rededjet?“ Dedi antwortet: „Es ist die Frau eines Wab-Priesters des Gottes Ra, Herr von Sachebu. Der Gott hat angekündigt, dass der Älteste der drei als Hohepriester von Heliopolis über das ganze Königreich herrschen werde.“ Der König ist nach diesen Worten sehr betrübt. Dedi fragt: „Was ist das Herz von Dir, oh Herrscher, mein Herr, so traurig! Ist es wegen der Kinder, die ich angekündigt habe? Zuerst Dein Sohn, dann sein Sohn und dann einer von ihnen.“ Cheops hakt nach: „Wann wird diese Rededjet gebären?“ Dedi sagt: „Es wird während der ersten Monate der Peret-Jahreszeit geschehen, und zwar am fünfzehnten Tage.“ Cheops entrüstet sich: „Aber es ist ja dann, wenn der Kanal-der-Zwei-Mugiliden abgeschnitten ist? Ich würde sogar mit meinen eigenen Händen arbeiten, um sie zu betreten! Und dann werde ich den Tempel des Ra, des Herrn von Sachebu, besuchen.“ Und Dedi sagt: „Dann werde ich das Wasser an den seichten Stellen des Kanal-der-Zwei-Mugiliden vier Ellen in der Höhe für Dich ansteigen lassen.“ Cheops steht auf und befiehlt: „Bringt Dedi zu einem Ort innerhalb des Palastes meines Sohnes Djedefhor, wo er von nun an leben und wohnen möge. Seine tägliche Vergütung sollen 1000 Brote, 100 Krüge Bier, und 100 Bündel Lauch sein.“ Und alle Dinge wurden ausgeführt, wie Cheops es angeordnet hatte.

### Fünfte Geschichte
Rededjet hat starke Wehen und die Geburt ist schwierig, weil sie Drillinge erwartet. Der Gott Ra, Herr von Sachebu, sagt zu den Göttern Isis, Nephthys, Meschenet, Heqet und Chnum: „Mögt ihr alle zu Rededjet gehen und sie von ihrer Dreiheit an Kindern, die noch in ihrem Schoß sind, befreien, damit sie ihr prächtiges Amt ausüben können im ganzen Reich. Dann können sie Tempel bauen für Euch, sich um die Altäre kümmern, Eure Getränketische gedeihen lassen und Eure Opfergaben vervielfältigen.“ Und so begeben sich die Göttinnen zu Rededjets Haus, nachdem sie sich in Musikantinnen und Tänzerinnen verwandelt haben. Der Gott Chnum selbst verwandelt sich in einen Gepäckträger. Vor Rededjets Haus treffen sie ihren Mann Ra-User an der Schwelle, er trägt seinen Rock falsch herum und jammert. Die Göttinnen zeigen ihm ihre Menite und Sistren. Daraufhin sagt Ra-user: „Seht, da ist eine Frau, deren Leiden groß ist, denn ihre Geburt ist problematisch.“ Die Göttinnen entgegnen: „Veranlasse, dass wir sie sehen. Siehe, wir wissen zu entbinden.“ Ra-User antwortet: „Tretet ein!“ Die Götter folgen ihm und gehen sofort zu Rededjet, die im Obergeschoss ist. Sie verriegeln den Raum und dann stellt sich Isis vor Rededjet, um die Babys aufzufangen, Nephthys steht hinter Rededjet, während Heqet die Geburt beschleunigt. Isis sagt: „Mögest Du, der Du User-Re-ef bist, nicht zu stark sein in ihrem Schoß.“ Und das Baby kommt schnell heraus, ein gesundes Kind, etwa eine Elle groß. Seine Knochen sind solide, seine Gliedmaßen sind wie Gold. Seine Kopfbedeckung ist aus echtem Lapislazuli. Nach dem Durchtrennen der Nabelschnur, der Reinigung des Babys und nachdem es in ein aus Backsteinen gemachtes Bett, das mit weichen Tüchern bedeckt ist, gelegt wurde, macht Chnum den Körper des Säuglings stark. Meschenet tritt an das Kind heran und sagt: „Dies ist ein König, der die Herrschaft über das ganze Land ausüben wird.“ Danach steht Isis wieder vor Rededjet und sagt: „Mögest du, dessen Name Sahure sei, aufhören zu treten in ihrem Schoß.“ Und auch dieses Baby kommt schnell zur Welt. Es hat die gleiche außergewöhnliche Erscheinung wie das Baby davor. Und wieder segnet Meschenet das Kind mit den Worten: „Dies ist ein König, der die Herrschaft über das ganze Land ausüben wird.“ Ein drittes und letztes Mal steht Isis vor Rededjet und sagt: „Mögest du, dessen Name Keku sei, aufhören, blind in ihrem Schoß zu sein.“ Und auch das dritte Baby wird von Meschenet gesegnet. Nun verlassen die Götter den Raum, treffen Ra-User und verkünden: „Oh Freude! Drei Kinder wurden Dir geboren!“ Ra-User entgegnet: „Meine Damen! Was könnte ich für Euch tun? Ich weiß, gebt diese Gerste Eurem Träger, akzeptiert es bitte als ein Trinkgeld für die Herstellung von Bier.“ Chnum schultert sich mit den Krügen voll Gerste und die Götter begeben sich auf den Weg nach Hause. Auf ihrem Weg, ermahnt Isis ihre Begleiter mit den Worten: „Sind wir nicht hierher gekommen aus einem ganz bestimmten Grund? Was würde das für ein Grund sein, wenn wir keine Wunder für diese Kinder vollbringen! Es gäbe nichts, was wir ihrem Vater, der uns herkommen ließ, erzählen könnten.“ Die Götter erschaffen drei herrschaftliche Kronen für die Kinder und verstecken sie in den Krügen mit Gerste. Dann beschwören sie einen Platzregen herauf, als Vorwand, um umzudrehen, zurück zu Ra-Users Haus. Sie sagen zu Ra-User: „Bitte bewahre die Gerste in einem verschlossenen Abstellraum für uns auf, bis wir wieder von der Musik im Norden zurückkommen.“ Und die Krüge mit Gerste werden in einem Lagerraum verstaut.
Einige Wochen später fragt Rededjet ihre Magd: „Ist unser Haus ausgestattet mit allen guten Dingen?“ Die Magd antwortet: „Es ist mit allen guten Dingen ausgestattet, außer einigen Krügen Bier. Sie waren noch nicht hergebracht worden.“ Rededjet fragt: „Warum ist das nicht so, dass die Krüge mit Bier gebracht wurden?“ Und die Magd sagt: „Es gibt nichts, womit man es hätte herstellen können, außer der Gerste jener Musiker; die Gerste, die gespeichert und versiegelt wurde.“ Rededjet trägt ihr auf: „Geh und bringe mir davon, Ra-User wird sie ersetzen, wenn er nach Hause kommt.“ Und das Dienstmädchen öffnet den Abstellraum und plötzlich hört sie Musik, Feiern und Jubeln wie aus weiter Ferne – Feststimmung wie für eine königliche Krönungszeremonie. Die Magd ist ratlos und erzählt alles Rededjet. Rededjet betritt den Raum und hört ebenfalls die festlichen Geräusche. Neugierig geworden, legt sie ihre Ohren auf jede Truhe und jeden Krug, bis sie herausfindet, dass die Geräusche aus den Krügen der Musiker kommen. Als ihr die Bedeutung des Wunders bewusst wird, eilt Rededjet zu Ra-User, um ihm davon zu erzählen und beide verbringen den Rest des Tages feiernd.
Eines Tages streitet Rededjet mit der Magd und Letztere wird mit Schlägen bestraft. Erbost sagt die Magd: „Ist es deswegen? Ist es wirklich, weil sie drei Könige geboren hat? Ich werde gehen, um es dem König von Ober- und Unterägypten, Cheops dem Gerechtfertigten, zu sagen!“ Das Dienstmädchen verlässt das Haus und geht zu ihrem älteren Bruder. Er sitzt neben seiner Mutter und hilft ihr, Flachsfasern zu Garn zu binden. Als er seine Schwester sieht, fragt er: „Wohin willst Du gehen, kleine Schwester?“ Und die Magd erzählt ihm, was sie vorhat. Der Bruder sagt: „Soll es wirklich getan werden, um zu mir zu kommen, nur um mich mit Verrat zu verbrüdern?“ Er wird wütend und schlägt sie ebenfalls. Die Magd geht weg, um Wasser zu holen und ein Krokodil schnappt sie. Der Bruder geht zu Rededjet um ihr zu sagen, was passiert ist. Rededjet sitzt auf der Schwelle ihres Hauses und weint. Der Bruder fragt: „Weshalb weinst Du, Herrin?“ Rededjet antwortet: „Es geht um dieses kleine Mädchen, das in diesem Haus aufgewachsen ist. Schau, sie ging fort um Anzeige zu erstatten [...] vor dem König.“ Und der Bruder entgegnet: „Siehe, sie kam zu mir um zu sagen, [...] ich würde mit ihr gehen, aber ich schlug sie und schickte sie weg. Als sie losging, um etwas Wasser zu holen, wurde sie von einem Krokodil geschnappt.“
An dieser Stelle endet der Text.

## Deutungen
Die Erzählungen des Papyrus Westcar werden innerhalb der Ägyptologie verschieden diskutiert, da sie vornehmlich Bezug auf die Person des Cheops nehmen und den Herrscher in ein widersprüchliches Licht rücken. Hintergrund der unterschiedlichen Auslegungen sind besonders die griechischen Rezeptionen der antiken Historiker Herodot und Diodor, die Cheops als grausam, volksfeindlich und ketzerisch beschreiben, dabei aber den jahrhundertelang gehegten Totenkult um den Herrscher ignorieren, der den antiken Charakterbeschreibungen widerspricht.

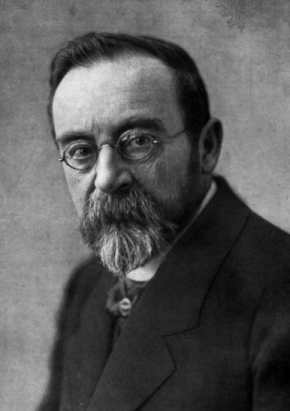
Adolf Erman (Fotografie von 1929)

Eine zentrale Rolle in den Auswertungen von Cheops’ Charakterbeschreibung im Westcar-Papyrus spielen die Zauberer (eigentlich Vorlesepriester) Dedi, Ubaoner und Djadjaemanch. Historiker wie Udo Bartsch, die sich mit der Zauberei und Magie in der Geschichte beschäftigen, und Ägyptologen wie zum Beispiel Adolf Erman, Hans Goedicke und Kurt Sethe halten die Berichte über Helden mit angeblichen Zauberkräften für reine Folklore. Sie stellen die Frage, ob Zauberkunststücke, bei denen scheinbar Köpfe von Tieren abgetrennt und wieder angesetzt werden, tatsächlich schon zu Cheops’ Zeit bekannt waren. Heute werden solche Tricks aus ästhetischen Gründen kaum noch gezeigt. Verena Lepper und Miriam Lichtheim widersprechen einer Bewertung als „Folklore“ entschieden. Sie erinnern an bekannte Papyri wie die Prophezeiung des Neferti, Die Lehre des Ptahhotep und Papyrus Athen (alle drei datieren in die Ramessidenzeit), in denen von Weisen mit Zauberkräften berichtet wird und deren Wundertaten verblüffende Ähnlichkeiten mit denen des Dedi – aber auch der anderen Figuren – aus dem Westcar-Papyrus aufweisen: Sie alle verstehen es, abgetrennte Köpfe wieder anzubringen, künftige Dinge zu prophezeien und/oder durch Zaubereien Fluten heraufzubeschwören. Da die Neferti-Erzählung, die Lehre des Ptahhotep und der Papyrus Athen jünger sind als der Papyrus Westcar, alle drei aber auf die Helden des letztgenannten, älteren Schriftstücks abzielen, müssen Dedi, Ubaoner und Djadjaemanch den Autoren der späteren Erzählungen bekannt gewesen sein. Eine derartig lange Verehrung um bloße literarische Figuren spreche gegen einen reinen Unterhaltungswert, wie er Papyrus Westcar nachgesagt wird.
Adolf Erman tat sich seinerzeit schwer mit der Einordnung von Cheops’ Charakter. So kritisierte er einerseits des Herrschers Vorschlag, Zauberkünste an einem zum Tode Verurteilten vorzuführen, gestand Cheops andererseits Einsichtigkeit zu, da Letzterer der Ablehnung des besagten Vorschlags zustimmte und sich mit Alternativen begnügte. Ägyptologen wie Dietrich Wildung sehen in der Enthauptung des Gefangenen gar einen Akt der Gnade, da dieser ja zum Tode verurteilt war und durch den Zaubertrick sein Leben zurückerhalten hätte. Den vermuteten Verrat der Rudj-Djedet durch ihre Dienerin hält Wildung für unbelegbar, da Cheops deren Wohnort ja bereits kennt und auch die Absicht der Dienerin nicht eindeutig zu bestimmen ist.
Die Erzählungen um die Heldenfigur des Ubaoner sind ebenfalls für die Ägyptologie von einiger Bedeutung, da hier ein klassischer Fall von Ehebruch seitens der Ehefrau und eine für das Alte Ägypten übliche Bestrafung – nämlich Hinrichtung – dafür geschildert werden. Dabei wird ein auffallend positives Charakterbild von König Nebka gezeichnet: Er, Nebka, ahndet in seiner Rolle als gerechter Richter konsequent begangenes Unrecht beziehungsweise unethisches Verhalten.
Auch die literarische Figur des Djadjaemanch ist für die Ägyptologie von einigem Interesse, da sein im Papyrus geschilderter Zaubertrick mit der späteren Rezeption der Persönlichkeit des Königs Snofru zusammenhängt: Durch die Erzählung von Djadjaemanchs Wundertat wird Snofru als ungewöhnlich mildtätig und leutselig dargestellt. So spricht er zum Beispiel seinen Untergebenen Djadjaemanch mit „mein Bruder“ an. Vergleichbares findet sich unter anderem in der Prophezeiung des Neferti. Damit bildet Snofrus Charakter das absolute Gegenteil von Cheops’ Persönlichkeit. Verena Lepper macht jedoch darauf aufmerksam, dass Snofru ebenso – in gewisser Weise – als unzüchtig dargestellt wird, als er seinem Vorlesepriester schildert, wie er sich die Ruderinnen vorstellt. Der Autor des Westcar-Papyrus übt also Kritik am Pharao.
Die Figur der Rudj-Djedet, die in der vierten und fünften Geschichte als Mutter der ersten drei Könige einer neuen Dynastie beschrieben wird, ist vermutlich durch die Königin Chentkaus I. inspiriert worden, die als Mutter der ersten Könige der 5. Dynastie – Userkaf, Sahure und Neferirkare – gilt.
Die meisten Ägyptologen gehen davon aus, dass der Text des Westcar-Papyrus unvollendet blieb, da auf dem Papyrus noch genügend Platz für weitere Anekdoten vorhanden gewesen wäre. Die jüngste Bearbeitung durch Verena Lepper sieht hingegen einen Abschluss der Geschichte, was sie inhaltlich und stilistisch begründet. Sie identifizierte in dem Text diverse Motive und Muster, die in dem Schlusssatz „wie eine Art Refrain“ wiederholt werden.
Der Papyrus Westcar ist jedoch auch deshalb von großer Bedeutung für die Ägyptologie, da er die chronologische Thronfolge ägyptischer Herrscher anders verlaufen lässt als es beispielsweise die Königsliste in Abydos von Sethos I., die Aegyptiaca des Manetho und der Turiner Königspapyrus tun. Hauptaugenmerk gilt dabei König Nebka, der im Westcar-Papyrus chronologisch zwischen Djoser und Snofru platziert wird, in den bereits genannten Königslisten dagegen stets als Begründer der 3. Dynastie und als Vorgänger von Djoser beschrieben wird. Der Westcar-Papyrus ist daher für Ägyptologen wie Toby Wilkinson die Grundlage für ihre Überzeugung, dass Nebka tatsächlich zwischen Djoser und Snofru regierte. Allerdings sind diese Darlegungen nicht unwidersprochen.